# قلعه‌نو خرقان
قلعه نو خرقان روستایی در شمال شاهرود واقع شده است.
آرامگاه شیخ ابوالحسن خرقانی در این روستا واقع شده است 

## جمعیت
جمعیت شهر فرگان بر پایه نتایج سرشماری سال ۱۳۹۰ برابر با ۳۹۷۴ نفر بوده‌است.

## آثار تاریخی
این شهر از نقاط گردشگری استان سمنان است و آثاری به شرح زیر دارد:
- آرامگاه شیخ ابوالحسن خرقانی
- تپه کولی
- تپه سیاه ریگی (نوسنگی)
- برج و باروی قلعه نو (قاجار)
- یخدان‌ها (قاجار)[۴]
- کهنه قلعه (ساسانی)
- قلعه شهر آباد (کاروانسرا - قاجار)

## توپوگرافی منطقه
دارای موقعیت پایکوهی بوده که از شرق به سیاه کوه از شمال شرق به زرین کوه و از شمال غرب به کوه‌های بیدر و برون برون منتهی می‌شود
بر اساس گزارش ایستگاه سینوپتیک شهرستان شاهرود این محل در ارتفاع ۱۴۶۰ متر از سطح دریا بوده و متوسط دمای سالانه وماهانه آن ۲/۱۵ درجه سانتیگراد و حداقل و حد اکثر متوسط دمای ماهانه به ترتیب برابر ۱/۳ و ۲۷ درجه سانتیگراد می‌باشد؛ و روزهای سرد ویخبندان آن برابر با ۵۹ روز از اواخرفصل پاییز و فصل زمستان مشاهده می‌گردد.
هوای آن در زمستان سرد و در تابستان معتدل کوهستانی است.

## در آثار زین العابدین شیروانی
در کتاب‌های بستان السیاحه و ریاض السیاحه از حاجی زین العابدین شیروانی (قرن چهاردهم هجری) دربارهٔ آن چنین آمده:
--- (بستان السیاحه:) از توابع بسطام و محلی عالی مقام است. بر سر بلندی اتفاق افتاده و جوانب اربعه اش به‌غایت گشاده است. سیما طرف جنوبش پانصد خانه در اوست و آبش خوب و هوایش نیکوست. باغات فراوان دارد سکنه اش همگی شیعی مذهبند و مزار کثیرالانوار شیخ ابوالحسن خرقانی در آنجاست و از آنجا نیز ظهور نموده و در زمان خویش اعرف عرفای عصر بوده، سلطان ابویزید قبل از صد سال از ظهور ایشان اخبار فرموده‌است، راقم (حاجی زین العابدین شیروانی) به زیارت مرقد آن بزرگوار موفق شده‌است. از مریدان آن جانب یکی مقرب الباری خواجه عبدالله انصاری است و آن بزرگوار بدان مقامات و منازل اهل سلوک را نموده.
--- (ریاض السیاحه:) خرقان دهی ست خرم، قریه ایست بهجت توأم در سه فرسنگی شهر بسطام واقع است. حد شمالی آن فی الجمله گرفته و اطرافش واسع است. هوایش خوب و آبش مرغوب آن قریه بر سر تلّی اتفاق افتاده و در دامن آن باغات مفرح بنیاد نهاده‌است. شیخ ربانی، شیخ ابوالحسن خرقانی همانجاست.

## اطلاعات دیگر
جنگل ابر در فاصلهٔ ۱۳ کیلومتری/
شهر شاهرود در فاصلهٔ ۲۳ کیلومتری/
بسطام در فاصلهٔ ۱۸ کیلومتری/
قلعه نوخرقان در قدیم یکی از بخشهای چهارگانه شهرستان شاهرود به‌شمار می‌رفته که درهمان گذشته بنا به دلایل نامعلوم به مرکز دهستان تنزل یافت و به جای آن بسطام مرکز بخش شد.